# 臺中市太平區中華國民小學
臺中市太平區中華國民小學（簡稱中華國小）是臺灣臺中市太平區的公立國民小學，於1992年成立。

## 校史
民國1992年在原本的太平鄉三汴段第三公墓建立一所新小學，校名為中華國民小學，隔年8月1日正式招生。1996年改制為「太平市中華國小」。
1997年中央廚房啟用，開辦全校營養午餐。2003年成為教育部九十一年初級資訊種子學校。2006年成為資訊融入教學設計案--夥伴學校之輔導中心學校。2009年足球校隊參加國際澳洲袋鼠盃足球賽。
2010年因臺中縣市合併改制直轄市，校名更改為臺中市太平區中華國民小學。民國2012年8月1日成立1班體育足球班。

## 歷任校長
1. 吳信：1992年－2001年
2. 方天佑：2001年－2009年
3. 鄭人榮：2009年－2013年1月31日
4. 陳宜楠：2013年2月1日－2015年7月
5. 蔡文標：2015年8月1日－2023年7月
6. 包沛然：2023年8月1日－現任

## 班級
1年級5班 2年級4班 3年級4班 4年級4班 5年級4班 6年級5班 合唱團

## 學區
- 中山里、豐年
- 光華里8、11至19鄰
- 光明里3、6至9、12至18鄰

## 外部連結
- 臺中市太平區中華國民小學 （页面存档备份，存于）